# Die Spinne (1917)
Die Spinne ist ein Kriminalfilm von 1917 der Stummfilmreihe Tom Shark.

## Handlung
Eine Frau wird ermordet. Tom Shark klärt den Fall mithilfe eines Schmuckstücks auf. Der Ehemann ist der Mörder.

## Hintergrund
Produziert wurde der Film von der Decla-Film-Gesellschaft Holz & Co. (Nr. 31). Er hatte eine Länge von vier Akten. Die Zensur fand im Januar 1917 statt. Die Polizei Berlin belegte ihn mit einem Jugendverbot (Nr. 40272), die Polizei München erlaubte keine Ankündigung als Detektivfilm (Nr. 23627, 23628, 23629, 23630). Ein Testaufführung vor zahlendem Publikum fand ebenfalls im Januar 1917 statt, die eigentliche Uraufführung war dann am 2. Februar 1917 im Marmorhaus in Berlin.